# Audit in Progress
Audit in Progress è il terzo album in studio del gruppo rock Hot Snakes di San Diego, California, pubblicato nel 2004 da Swami Records. È stato registrato in modo simile ai due album precedenti della band, con il chitarrista John Reis che si prendeva una pausa dalla sua band principale, Rocket From the Crypt. In confronto ai precedenti album della band, Audit in Progress è più aggressivo e primordiale. Audit in Progress sarebbe stato l'ultimo album in studio degli Hot Snakes fino a Jericho Sirens del 2018, poiché i membri decisero di sciogliersi dopo un tour in Australia nella primavera del 2005 (anche se Thunder Down Under, un album live in studio registrato durante il tour, è stato pubblicato nel 2006).
"This Mystic Decade" è stato incluso nella colonna sonora di Grand Theft Auto V.

## Tracce
1. Braintrust – 1:59
2. Hi-Lites – 2:41
3. Retrofit – 2:54
4. Kreative Kontrol – 2:22
5. Think About Carbs – 2:13
6. Audit in Progress – 2:30
7. Hatchet Job – 3:40
8. This Mystic Decade – 3:03
9. Lovebirds – 3:14
10. Reflex – 3:03
11. Hair and DNA – 2:30
12. Plenty for All – 1:17